# Klaas-Jan Huntelaar
Dirk Jan Klaas Huntelaar (født 12. august 1983) er en hollandsk tidligere professionel fodboldspiller, som spillede som angriber i sin karriere.

## Karriere

### PSV
Huntelaar skiftede i 2000 til PSV Eindhoven, og fik sin professionelle debut med klubben den 23. november 2002. Dette ville dog blive hans eneste kamp for klubben.

#### Lejeaftaler
I søgen om mere spilletid blev Huntelaar i januar 2003 udlejet til hans tidligere klub De Graafschap. De lykkedes dog ikke for ham at score i sine ni kampe med klubben.
Huntelaar blev i juli 2003 igen udlejet, denne gang til Eerste divise-klubben AGOVV. Han imponerede på lån, da han sluttede som topscorer på i sæsonen.

### Heerenveen
Huntelaar nægtede at skrive en ny kontrakt med PSV efter lejeaftalerne, og han skiftede derfor til Heerenveen på en fast aftale. Han etablerede sig over de næste 1,5 sæsoner som en af ligaens bedste målscorere.

### Ajax
Efter at Huntelaar havde scoret 17 mål i sæsonen første 15 kampe, så besluttede Ajax at købe ham i januar 2006. Han fortsatte med at score mål efter skiftet, og han sluttede sæsonen på 33 sæsonmål og blev hermed topscorer i ligaen.
Huntelaars bedste sæson med Ajax kom i 2007-08, hvor at han igen scorede 33 sæsonmål, og hermed blev topscorer i ligaen for anden gang i sin tid med klubben. Han blev hermed også den første Ajax spiller til at score 30+ mål i en sæson siden Marco van Basten i 1987-88 sæsonen. Han blev kort efter udnævnt som holdets anfører.

### Real Madrid
Huntelaar skiftede i januar 2009 til den spanske storklub Real Madrid. Han debuterede for klubben den 4. januar i en kamp imod Villarreal, og scorede sit første mål for klubben den 15. februar imod Sporting Gijón.

### AC Milan
Efter kun et halvt år med Real Madrid, så skiftede Huntelaar i august 2009 til italienske AC Milan. Det lykkedes dog ikke Huntelaar at etablere sig i klubben, og han spillede hovedsageligt som rotationsspiller i sæsonen.

### Schalke 04
Huntelaar skiftede i august 2010 til tyske Schalke 04. Hans debutsæson med klubben var relativ anonym, dog han scorede to mål i DFB-Pokal finalen imod Duisburg, som var med til at sikre at Schalke vandt deres første trofæ i ni år.
Hans store gennembrud med klubben kom i 2011-12 sæsonen, hvor han scorede 29 sæsonmål, og hermed blev topscorer i Bundesligaen som den første hollandske spiller nogensinde.
Det lykkedes ikke for Huntelaar at genskabe den samme målscoringsform i resten af hans tid i klubben, men han forblev en fast mand på holdet, og scorede mere end 100 mål for klubben på tværs af alle tuneringer i sin tid i Gelsenkirchen.

### Ajax retur
Huntelaar skiftede i juni 2017 tilbage til Ajax. Han spillede hovedsageligt som rotationsspiller i de næste sæsoner med klubben.

### Schalke 04 retur
Huntelaar skiftede i januar 2021 tilbage til Schalke 04 for at forsøge at hjælpe klubben, som var truet af nedrykning. Det lykkedes dog ikke, da Schalke led nedrykning til 2. Bundesligaen. I september 2021 annoncerede han, at han stoppede spillerkarrieren.

## Landsholdskarriere

### Ungdomslandshold
Huntelaar har repræsenteret Holland på U/21-niveau. Han var del af Hollands trup som vandt U/21 Europamesterskabet i 2006, og han blev her kåret som turneringens spiller.

### Seniorlandshold
Huntelaar debuterede for Hollands fodboldlandshold i en kamp mod Irland den 16. august 2006, og opnåede en flot debut, da han scorede to mål og lavede to assists i den hollandske sejr på 4-0.  Han var del af Hollands trupper til flere internationale tuneringer.

## Titler
Ajax
- Eredivisie: 2 (2018-19, 2020-21)
- KNVB Cup: 3 (2005-06, 2006-07, 2018-19)
- Johan Cruijff Schaal: 3 (2006, 2007, 2019)

Schalke 04
- DFB-Pokal: 1 (2010-11)
- DFL-Supercup: 1 (2011)

Holland U/21
- U/21 Europamesterskabet: 1 (2006)

Individuelle
- Eerste Divisie topscorer: 1 (2003-04)
- Eerste Divisie Årets spiller: 1 (2003-04)
- Eredivisie topscorer: 2 (2005-06, 2007-08)
- Årets fodboldspiller i Holland: 1 (2005-06)
- Ajax Årets spiller: 1 (2005-06)
- U/21 Europamesterskabet Topscorer: 1 (2006)
- U/21 Europamesterskabet Turneringens spiller: 1 (2006)
- Bundesliga topscorer: 1 (2011-12)
- kicker Bundesliga Årets hold: 1 (2011-12)